# Myrsine picturata
Myrsine picturata är en viveväxtart som beskrevs av J.J. Pipoly. Myrsine picturata ingår i släktet Myrsine och familjen viveväxter. Inga underarter finns listade i Catalogue of Life.